# Sarah Morris
Sarah Morris est une artiste américano-britannique née en 1967. Elle habite à New York et Londres.

## Formation
Elle a étudié à Université Brown, Université de Cambridge et au Whitney Museum of American Art dans le cadre de l'Independent Study Program. En 1999-2000, elle a reçu le Berlin Prize Fellow de l'American Academy de Berlin ; en 2001, elle a reçu le prix Joan Mitchell de peinture.
À travers ses peintures, dessins et films, l’artiste Sarah Morris développe une fine analyse des typologies urbaines, sociales et bureaucratiques. Depuis les années 1990, elle construit une œuvre exigeante composée de peintures, dessins et films dont la reconnaissance est rapidement devenue internationale.

## Expositions
Sarah Morris a bénéficié de nombreuses expositions personnelles et notamment à la Hamburger Bahnhof à Berlin (2001), au Palais de Tokyo à Paris (2005), à la Fondation Beyeler à Bâle (2008), au Museum für Moderne Kunst à Francfort (2009), Museo d'Arte Moderna di Bologna à Bologne, au Musée national Fernand Léger à Biot (2012), et également au White Cube à Londres (2013).
Elle a développé des œuvres et projets in situ pour des institutions y compris au Tulsa Convention Center conçu par Edward Durell Stone à la Kunsthalle Bremen en Allemagne dans la station Gloucester Road tube station du métro de Londres, et aussi pour la collection Kunstsammlung Nordrhein-Westfalen à Düsseldorf.
Elle a également bénéficié de soirée de projection de ses films et notamment au Museum of Contemporary Art à Chicago (Chicago), à Sotheby's à New York (Points on a Line), au Barbican Centre de Londres (Beijing, Midtown), au Guggenheim à New York (Midtown, AM/PM, Capital, Miami, Los Angeles), et au Centre Pompidou à Paris (Midtown, AM/PM, Capital, Miami, Los Angeles).
Ses œuvres sont présentes dans de prestigieuses collections publiques et privées en France, en Europe comme à l'international : British Council (Londres), Le Consortium (Dijon), Centre Pompidou (Paris), Fondation Louis-Vuitton pour la création (Paris), Frac bourgogne (Dijon), FRAC Poitou-Charentes, Solomon R. Guggenheim Museum (New York), Hamburger Bahnhof (Berlin), Kunsthalle Bremen (Brême), Kunstmuseum Wolfsburg (de) (Wolfsburg), Musée d'art moderne de la ville de Paris (Paris), Musée d'art contemporain de San Diego (San Diego), Museum of Modern Art (New York), Museum für Moderne Kunst (Francfort), Sammlung DaimlerChrysler (Berlin), Sammlung Goetz (Munich), Sammlung Hoffmann (Berlin), Stedelijk Museum (Amsterdam), Tate Modern (Londres), Victoria and Albert Museum (Londres).